# Aleka’s Attic
Aleka’s Attic war eine alternative Folk/Rock-Band aus Gainesville, Florida, die 1987  von River Phoenix und Josh Greenbaum gegründet wurde. Phoenix’ Schwester Rain nahm regelmäßig an den Proben teil, trat der Band jedoch erst etwa ein Jahr später offiziell bei.

## Geschichte
Aleka’s Attic wurde von River Phoenix und seinem Freund Josh Greenbaum gegründet. Sie trafen sich erstmals 1986 oder 1987, als beide 16 Jahre alt waren. Bereits bei ihrem ersten Treffen spielte Phoenix Greenbaum sein selbstgeschriebenes Lied Heart to Get vor. Ein paar Monate später traf Phoenix Chris Blackwell, den Gründer von Island Records, hinter der Bühne bei einem U2-Konzert. Dieser bot Phoenix an einen Entwicklungsvertrag für die Veröffentlichung eines Albums abzuschließen. Kurz darauf rief Phoenix Greenbaum an und bat diesen nach Gainesville zu ziehen, um gemeinsam eine Band zu gründen. Im April 1988 zog Greenbaum nach Gainesville.
River Phoenix sang und spielte die Gitarre während Josh Greenbaum am Schlagzeug saß. Zu ihnen stießen Josh McKay als Bassist und Tim Hankins, der die Bratsche spielte. Außerdem nahm River Phoenix’ Schwester Rain regelmäßig an den Proben der Band teil. Sie sang nicht nur, sondern erzeugte verschiedene perkussive Effekte, zum Beispiel mit dem Tamburin. Ein Jahr nach der Gründung trat sie der Band bei. Michael „Flea“ Balzary unterstützte die Band bei der Aufnahme des Lieds Note to a friend als Bassspieler.
Der Bandname stammt laut Aussage der Bandmitglieder von einem fiktiven Dichter und Philosophen namens Aleka. Auf dem Dachboden (Englisch: Attic) trifft sich dieser mit seinen Freunden um seine Werke zu lesen und zu diskutieren. Als Aleka stirbt, gründen die Freunde eine Band, um seine Ideen in Form von Musik mit anderen zu teilen.
In den späten 1980er und frühen 1990er Jahren tourte die Band durch die Vereinigten Staaten. Sie tourten durch verschiedene Bundesstaaten. Besonders viele Shows fanden im Bundesstaat Alabama statt. So spielten sie 1991 im Tip Top Café in Huntsville. Neben Aleka’s Attic traten dort auch Bands wie Widespread Panic, Better Than Ezra und die Goo Goo Dolls auf. Weitere Konzerte fanden im Ivory Tusk in Tuscaloosa, im War Eagle Supper Club in Auburn und in Birmingham statt. Daneben war die Band auf ihrer Südost-Tour auch in Tennessee, darunter zum Beispiel in Knoxville zu sehen. Auch in New York und Northampton hatte die Band Auftritte. In Miami traten sie 1990 gemeinsam mit Sonic Youth auf.
Auf ihrer Tour verkaufte die Band Tapes mit einigen ihrer Lieder, darunter Goldmine, Too Many Colours, Across The Way und Blue Period. Auch ein offizielles Aleka’s Attic T-shirt wurde kreiert und auf der Tour zum Verkauf angeboten. Dieses T-Shirt trägt auch die von Dan Aykroyd gespielte Figur in einer Szene des Films Sneakers – Die Lautlosen.
1989 veröffentlichte die Band das Lied Across the way auf dem PETA-Benefizalbum Tame Yourself.
1991 wurde Aleka’s Attics Lied Too Many Colours in dem Film My Private Idaho von Gus Van Sant gespielt.
Nach zwei Jahren bat Island Records Phoenix, zwei neue Demotapes aufzunehmen. Anhand dieser wollten sie beschließen, ob sie das Projekt weiterhin unterstützen sollten. Nachdem Phoenix die neuen Demos eingereicht hatte, hielt das Label die Musik nicht für marktfähig. Ein Plattenvertrag kam nicht zustande. Einige Zeit später trennte sich McKay für eine Weile von der Band. Deshalb gründete Phoenix eine weitere Band namens Blacksmith Configuration, mit der Greenbaum und einige neue Musiker, darunter auch der Bassist Sasa Raphael und die Sängerin Ane Diaz auftraten. Für die Aufnahme eines geplanten Aleka’s Attic Albums engagierte Phoenix erneut den Bassist Sasa Raphael, mit dem viele der Lieder aufgenommen wurden. Das Album, das Never Odd or Even heißen sollte, wurde in seinem Phoenixs Studio in Micanopy, Florida, und in den Pro Media Studios in Gainesville, Florida, aufgenommen. Allerdings musste die geplante Veröffentlichung des Albums aufgrund von River Phoenix’ frühzeitigem Tod verschoben werden. Phoenix trug sein Aleka’s Attic T-shirt, als er beerdigt wurde.
Nach dem Tod von River Phoenix begann seine Schwester Rain das Archiv der Band zu durchsuchen. 1996 wurde das Lied Note to a Friend auf dem Album In Defense of Animals herausgebracht. Hier spielt Michael "Flea" Balzary von den Red Hot Chili Peppers den Bass. 1996 und 1997 mischte Rain Phoenix alle ungemischten Lieder ihres Bruders. Für sie war das nach dessen Tod ein enormer Heilungsprozess. Sie konnte ihrem Bruder lange Zeit zuhören. Als sie fertig war, hatte sie nicht das Bedürfnis, die Musik zu veröffentlichen. Sie hatte damit abgeschlossen.
1997 kaufte River Phoenix’ Freund Michael Stipe von R.E.M. die Rechte an sämtlichem Material von Aleka’s Attic von Island Records.
2010 erschien das Lied Senile Felines auf dem Album Tiny Idols Volume III von Snowglobe Records.
Im Dezember 2018 kündigte Rain Phoenix auf Instagram an, dass einige von Aleka’s Attic-Singles 2019 herausgebracht werden sollen und dass sie in der Zukunft auch eine Veröffentlichung des Albums anstrebt. Es folgte die Veröffentlichung der Lieder Where I’d Gone und Scales & Fishnails auf dem Album Time Gone. Neben diesen Liedern wurde auch der Titel Time is the Killer von Rain Phoenix und Michael Stipe auf dem Album veröffentlicht. Das Lied In The Corner Dunce wurde im Januar 2019 von dem Label LaunchLeft herausgebracht.
Im Oktober 2019 veröffentlichte Rain Phoenix ein Album mit dem Titel River. Das Lied Lost in Motion basiert auf einem gleichnamigen Lied von River Phoenix, das dieser für Aleka’s Attic geschrieben hat. Rain Phoenix fügte dem Text ein wenig eigenen Texte hinzu und sang diesen zu einer etwas anderen Melodie. In dem Lied verarbeitet sie den Verlust von ihrem Bruder, ihrem Vater und ihrem Hund.
2020 zitierte Joaquin Phoenix, bei seiner Dankesrede als bester Hauptdarsteller bei der Oscarverleihung, die Textzeilen Run to the rescue with love and peace will follow aus einem von River Phoenix verfassten Lied. Das Lied mit dem Titel Halo hatte River Phoenix für Aleka’s Attic geschrieben. Er sang dies unter anderem mit seinen Freunden beim Dreh von My Private Idaho.
Am 23. August 2020 wurde die Single Alone U Elope mit den beiden Liedern Alone U Elope und 2x4 beim Label Launch Left herausgebracht. Flea von den Red Hot Chili Peppers wirkte als Bassist bei der Aufnahme der Single mit.

## Lieder
- Across the Way  4:58
- Alone we Elope   3:14
- Below Beloved  3:56
- Bliss is...  3:38
- Blue Period  5:15
- Dog God  3:28
- Get Anything  3:52
- Goldmine  5:26
- In The Corner Dunce  3:41
- Note to a Friend 1:11
- Popular Thinks 2:13
- Safety Pins and Army Boots  1:49
- Scales and Fish-nails  0:41
- Senile Felines  4:40
- Too Many Colors 5:24
- Where I'd Gone  3:17
- You're so Ostentatious  2:42